# Puerto de Kerch
El puerto comercial de Kerch es un puerto marítimo de Crimea situado al este en la República Autónoma de Crimea de Ucrania y reclamada por República de Crimea de Rusia. Es uno de los principales puertos del mar Negro, está situado en la bahía de Kerch, en la costa oeste del estrecho de Kerch, que une el mar Negro y de Azov. Estas aguas de esta zona no se congelan, por lo que el puerto abierto a los buques durante todo el año.
El viento predominante en el puerto es el Noreste. El puerto cuenta con oficinas en todos los servicios de control: aduanas, guardias fronterizos, cuarentena de plantas, veterinario e inspección ambiental.
El puerto tiene capacidad de manejar hasta 2,5 millones de toneladas de carga al año. El puerto está equipado con modernos equipos, máquinas de manipulación de carga y maquinaria para la manipulación de carga general (metal, equipo, etc), la carga a granel (ferroaleaciones, arrabio, chatarra, gránulos), contenedores y vehículos de motor con ruedas.